# Macrodon ancylodon
Macrodon ancylodon es una especie de pez de la familia Sciaenidae en el orden de los Perciformes.

## Morfología
• Los machos pueden llegar alcanzar los 45 cm de longitud total.

## Alimentación
Come gambas y peces.

## Depredadores
En Brasil es depredado por Cynoscion guatucupa ,Pomatomus saltatrix y Carcharhinus porosus , y, en Uruguay, por Pontoporia Blainville .

## Hábitat
Es un pez de clima subtropical y demersal que vive hasta los 60 m de profundidad

## Distribución geográfica
Se encuentra en el Océano Atlántico occidental: desde Venezuela hasta el norte de la Argentina.

## Uso comercial
Es importante como alimento para los humanos.

## Observaciones
Es inofensivo para los humanos.